# Thới Sơn, Đồng Tháp
Thới Sơn là một phường thuộc tỉnh Đồng Tháp, Việt Nam.

## Địa lý
Phường Thới Sơn có vị trí địa lý:
- Phía đông giáp phường Mỹ Tho.
- Phía tây giáp phường Trung An và xã Kim Sơn.
- Phía nam giáp tỉnh Vĩnh Long, ranh giới là sông Mỹ Tho.
- Phía bắc giáp phường Đạo Thạnh.

Phường Thới Sơn có diện tích 15,21 km², dân số năm 2025 là 38.490 người, mật độ dân số đạt 2.530 người/km². Phường Thới Sơn bao gồm cù lao Thới Sơn.

## Hành chính
Xã Thới Sơn được chia thành 4 ấp: Thới Thạnh, Thới Thuận, Thới Hòa, Thới Bình

## Lịch sử - Đồng Tháp
Ngày 16 tháng 6 năm 2025, Ủy ban Thường vụ Quốc hội ban hành Nghị quyết số 1663/NQ-UBTVQH15 về việc sắp xếp các đơn vị hành chính cấp xã của tỉnh Đồng Tháp năm 2025. Theo đó, sắp xếp toàn bộ diện tích tự nhiên, quy mô dân số của Phường 6 (thành phố Mỹ Tho và xã Thới Sơn thành phường mới có tên gọi là phường Thới Sơn.
Sau khi sáp nhập, phường Thới Sơn có 15,21 km² diện tích tự nhiên và dân số 38.490 người.